# ۱۰ جمادی‌الاول
۱۰ جمادی‌الاول، دهمین روز از ماه جمادی‌الاول در تقویم هجری قمری است.
در تقویم هجری قمری قراردادی این روز صد و بیست و هشتمین روز سال است.

## وقایع
- جنگ جمل: در سال 36 هجری قمری میان امیرالمؤمنین علی و سپاه جمل به فرماندهی عایشه، طلحه و زبیر در نزدیک بصره رخ داد.[۱]

## درگذشتگان
- طلحه: در سال 36 هجری قمری در جنگ جمل کشته شد.
- زبیر: در سال 36 هجری قمری کشته شد.